# ملزن
المُلْزِن أو الرَّاصة هي مادة تسبب تخثر الجسيمات لتشكيل كتلة سميكة. يمكن أن يكون المُلْزِن من الأجسام المضادة التي تسبب تجميع المستضدات عن طريق ربطها لمناطق الارتباط بالمستضد في الأجسام المضادة. ويمكن أيضا أن يكون المُلْزِن أي مادة أخرى غير الأجسام المضادة مثل البروتين الرابط للسكر اللكتين. يعمل الملزن عن طريق التكتل على الجسيمات مما يسبب في تغيير حالة الجسيمات من حالة شبيهة بالسوائل إلى حالة كتلة سميكة. عندما يضاف الملزن إلى جسيمات مثل البكتيريا أو الدم يقوم بربط الجسيمات مسببا تجميعها. هذه الظاهرة المعروفة باسم التراص أو التلازن هي ذات أهمية كبيرة للعالم الطبي لأنها بمثابة أداة تشخيصية.

## الأهمية الطبية
يتم استخدام تفاعل الجسيمات مع الملزن أو الراصة للإشارة إلى اتصال المضيف الحالي أو الماضي مع الممراض. والمضيف مصاب بالمرض ينتج الأجسام المضادة لتحييد الممراض. ونتيجة لذلك فإن الدم المسحوب من المضيف بغرض التشخيص يسبب تجميع الجسيمات المسببة للأمراض بسبب تفاعل المستضد-الملزن. وعلى العكس من ذلك، يمكن أيضا أن يستخدم التراص لتحديد البكتيريا أو الخلايا الجديدة مع مستضد معين من خلال تعريضها إلى مصل يحتوي على الملزنات المعروفة.